# Aleksander Wicherski
Aleksander Zygmunt Wicherski (ur. 1809 w Krzemieńcu na Podolu, zm. 1857 w Odessie) – polski kompozytor, krytyk muzyczny, malarz, poeta, z zawodu adwokat.
Pochodził z rodziny szlacheckiej. Wykształcenie muzyczne uzyskał w Wiedniu, gdzie był uczniem pianisty Lengweina, natomiast wykształcenie prawnicze na Wydziale Prawa Uniwersytetu Św. Włodzimierza w Kijowie. Odbył też praktykę w palestrze i wykonywał zawód adwokata w Kamieńcu Podolskim, a od 1843 w Odessie. Tam niezależnie od działalności zawodowej aktywnie uczestniczył w życiu społeczności polskiej i propagował kulturę, szczególnie muzykę. Aktywność ta zwróciła na niego uwagę władz carskich i poskutkowała wydaniem nakazu opuszczenia Odessy; w 1854 Wicherski wyjechał z miasta, przebywając jako rezydent w kilku dworach ziemiańskich na Podolu, m.in. w Litynie i w Bałanówce u K. Sobańskiego. Trudna sytuacja materialna zmusiła go do przeniesienia się do Żytomierza, gdzie pozostawał w bliskich stosunkach z Józefem Ignacym Kraszewskim, który był w tym czasie m.in. kuratorem szkolnym oraz dyrektorem teatru. Wicherski często uczestniczył w wieczorkach muzycznych urządzanych w domu Kraszewskich. U schyłku życia, po wstąpieniu na tron cara Aleksandra II, uzyskał zgodę na powrót do Odessy.
W dorobku kompozytorskim Wicherski miał kwartety, tria, duety, utwory na fortepian oraz pieśni. Jako krytyk muzyczny publikował w „Gazecie Warszawskiej” i „Ruchu Muzycznym” (tam zamieścił m.in. artykuł Kilka myśli o fortepianie w porównaniu z innymi instrumentami). Opublikował dwie szersze prace z teorii muzyki (Estetyka muzyki, Harmonia), pisał też wiersze (już po śmierci autora ukazał się m.in. utwór Co to jest życie, „Ruch Muzyczny”, 1859 nr 2).